# NGC 6811
NGC 6811 ist ein offener Sternhaufen im Sternbild Schwan. NGC 6811 hat einen Durchmesser von 15 Bogenminuten und eine scheinbare Helligkeit von 6,8 mag. Er ist rund 4000 Lichtjahre entfernt und durchmisst etwa 15 Lichtjahre. Sein Alter wird auf 700 Millionen Jahre geschätzt.
Das Objekt wurde am 29. August 1829 von John Herschel entdeckt.